# Mario Appelius
Mario Appelius (ur. 1892 w Arezzo, zm. 1946 w Rzymie) – włoski komentator i dziennikarz, autor książek podróżniczych.
Jako dziecko zainteresował się podróżami i zaokrętował się na statku marynarki handlowej. W ten sposób w wieku 20 lat zwiedził 3 kontynenty, przemierzając Egipt, Indie, Indochiny, Filipiny i Chiny. Przebywając we Włoszech nawiązał współpracę z „Il Popolo d’Italia”, gdzie został korespondentem z Afryki. W ten sposób został odkryty jego talent pisarski. W latach 1930–1933 prowadził „Modifica di Mattino d’Italia” w Buenos Aires. W latach 30. XX wieku był korespondentem „Il Popolo d’Italia” w Etiopii i w Hiszpanii.
Był zagorzałym zwolennikiem faszyzmu włoskiego i w 1938 publicznie poparł „Manifest Rasy”. W czasie II wojny światowej był radiokomentatorem, m.in. biorąc udział w kampanii wrześniowej w czasie szarży pod Wólką Węglową. Wojna ta wywarła na nim duże wrażenie w związku z umiejętnością wykorzystania techniki przez Niemców, podobnie jak w czasie działań włoskich w Katalonii w czasie wojny w Hiszpanii. Na skutek konfliktu z Ministerstwem Propagandy i Prasy odsunięty od mikrofonu w 1943.